# Tellervo sassina
Tellervo sassina är en fjärilsart som beskrevs av Hans Fruhstorfer 1911. Tellervo sassina ingår i släktet Tellervo och familjen praktfjärilar. Inga underarter finns listade i Catalogue of Life.